# Lieven Huys
Lieven Huys (Wingene, 20 oktober 1972) is een Belgisch politicus voor CD&V. Hij is sinds 2021 burgemeester van Wingene.
Huys werd een eerste maal verkozen als gemeenteraadslid van Wingene in 1994, op eenentwintigjarige leeftijd. Sinds 1994 werd hij onafgebroken herkozen als gemeenteraadslid. Sinds januari 2010 is hij ook lid van het college van burgemeester en schepenen, sinds 2018 was hij eerste schepen met de bevoegdheden cultuur (inclusief de bibliotheek), sport en jeugd en voorzitter van de raad voor maatschappelijk welzijn.
In maart 2018 kondigde de burgemeester van Wingene, Hendrik Verkest, na drie decennia in het ambt zijn laatste legislatuur aan: "Als we weer de gemeente mogen besturen, geef ik de sjerp halverwege door. Het bestuur mag niet ophouden bij mij." Tijdens de gemeenteraadsverkiezingen van 14 oktober 2018 behaalde Lieven Huys op de CD&V-kandidatenlijst de meeste voorkeurstemmen en nam dus op 8 januari 2021 de sjerp over. Als burgemeester nam hij ook de bevoegdheden van Algemeen Beleid, Externe Relaties en Protocol, Integrale Veiligheid, Vergunningenbeleid en Ruimtelijke Planning, Financiën, Mobiliteit, Personeelsbeleid en Erediensten op. Huys werd zo ook de eerste Zwevezeelse burgemeester sinds de fusie van 1977. Zijn voorganger Verkest bleef echter wel voorzitter van de gemeenteraad en gemeenteraadslid tot het einde van de legislatuur.